# Bryson City
Bryson City is een plaats (town) in de Amerikaanse staat North Carolina, en valt bestuurlijk gezien onder Swain County.

## Demografie
Bij de volkstelling in 2000 werd het aantal inwoners vastgesteld op 1411.
In 2006 is het aantal inwoners door het United States Census Bureau geschat op 1388, een daling van 23 (-1,6%).

## Geografie
Volgens het United States Census Bureau beslaat de plaats een oppervlakte van
5,8 km², waarvan 5,5 km² land en 0,3 km² water. Bryson City ligt op ongeveer 545 m boven zeeniveau.

## Plaatsen in de nabije omgeving
De onderstaande figuur toont nabijgelegen plaatsen in een straal van 28 km rond Bryson City.